# Sevilla de Oro (Azuay)

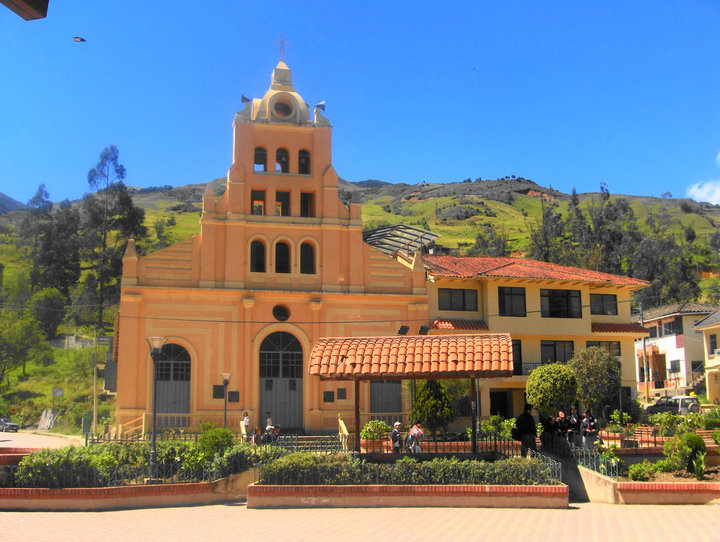
Kirche in Sevilla de Oro

Sevilla de Oro ist eine Ortschaft und die einzige Parroquia urbana im Kanton El Pan der ecuadorianischen Provinz Azuay. Sevilla de Oro ist Sitz der Kantonsverwaltung. Die Parroquia besitzt eine Fläche von 64,31 km². Die Einwohnerzahl der Parroquia betrug beim Zensus 2010 2245. Davon wohnten 838 Einwohner im Hauptort Sevilla de Oro.

## Lage
Die Parroquia Sevilla de Oro befindet sich im Nordosten der Provinz Azuay. Das Gebiet liegt in der Cordillera Real. Der Río Collay, ein rechter Nebenfluss des Río Paute, fließt entlang der westlichen Verwaltungsgrenze nach Norden. Der 2340 m hoch gelegene Ort Sevilla de Oro befindet sich 40 km ostnordöstlich der Provinzhauptstadt Cuenca. Die Fernstraße E40 (Cuenca–Santiago de Méndez) führt an Sevilla de Oro vorbei.
Die Parroquia Sevilla de Oro grenzt im Norden an die Parroquia Palmas, im Osten an die Provinz Morona Santiago mit der Parroquia Copal im Kanton Santiago, im Süden und im Südwesten an die Parroquia San Vicente (Kanton El Pan) sowie im Westen an die Parroquia El Pan (ebenfalls im Kanton El Pan).

## Geschichte
Die Parroquia Sevilla de Oro wurde am 15. Januar 1920 gegründet. Schließlich wurde am 10. August 1992 der Kanton Sevilla de Oro eingerichtet und der Ort wurde als Parroquia urbana dessen Verwaltungssitz.